# Obelisco de La Plata
El Obelisco de La Plata es un monumento de la ciudad de La Plata, construido en 1932 e inaugurado el día 19 de noviembre de dicho año, con motivo del cincuentenario de la fundación de la ciudad. Está emplazado en la Plaza San Martín, en la esquina de 6 y 50 y el diagonal 80. 
Este monumento es un homenaje del Centro de Ingenieros de la Provincia de Buenos Aires a los técnicos que intervinieron en el trazado y construcción de la ciudad de La Plata.
Está compuesto por cinco trozos de granito rojo extraído de las canteras de Sierra Chica, de 22 toneladas de peso cada uno. Su altura es de 15,10 m. El ancho de la base es de 1,40 m y disminuye hasta 0,89 m en su parte superior en una pirámide achatada. Estaba rodeado por una baranda de bronce que lo circundaba en forma octogonal, la cual había sido fundida en el taller del ferrocarril a partir de un modelo de madera. 

En su cara que da a calle 6, puede leerse las siguientes inscripciones:
"1882 - 19 de noviembre - 1932. La provincia en el cincuentenario de la fundación de su capital / Los profesionales de la ingeniería que la trazaron y construyeron"

"Iniciativa del Centro de Ingenieros, Provincia de Buenos Aires. Proyecto del ingeniero José Negri"
Los bloques de piedra fueron trabados entre sí mediante anclajes hormigonados en los sitios de enganche del aparato que se utilizó para levantarlo. Como base de sustentación tiene un bloque de concreto de 20m3 en el cual se ancló la primera piedra mediante vigas de hierro.
En la misma plazoleta en donde está emplazado, se encuentra un plano de La Plata realizado en cemento en relieve, colocado en forma horizontal.